# Emmanuel Dodé
 (décembre 2018).
Pour les articles homonymes, voir Dodé.
Emmanuel Dodé (né le 4 juin 1979 à Vannes) est un navigateur et skipper français. Il a notamment remporté deux titres mondiaux sur Dart 18.
Numéro un français à l'international en Class A depuis 2016, il brigue de remporter le titre suprême dans cette catégorie de catamaran de sport solitaire de haut niveau.

## Biographie
Emmanuel Dodé est membre de la Société des Régates de Vannes depuis la saison 2009. Il fut auparavant sociétaire du Yacht Club de Carnac de 2000 à 2004 et de la Société Nautique de Locmariaquer de 2005 à 2008
En 1996, son père lui offre un catamaran de sport pour assouvir son désir de navigation. Un Dart 18 qu'il appelle Carpe Diem (numéro de série "1812", construit en 1980[pertinence contestée]). Il débute[style à revoir] ainsi son apprentissage en autodidacte en baie de Quiberon (Morbihan). Il débute[style à revoir] ses premières joutes nautiques lors de régates locales, jusqu'à obtenir un premier titre international à Carnac en 2006 en Dart 18. Depuis 2006, il participe aux régates nationales et internationales en catamaran de sport double. Il obtient deux titres mondiaux d'affilée en Dart 18 en 2008 et 2009 avec deux coéquipiers différents[réf. nécessaire]. Une première pour cette série monotype existant depuis 1976.

Depuis 2015, il navigue quasi exclusivement en Class A, un type de catamaran solitaire de 18 pieds de haut niveau. Son objectif principal est de décrocher le titre mondial de Class A.

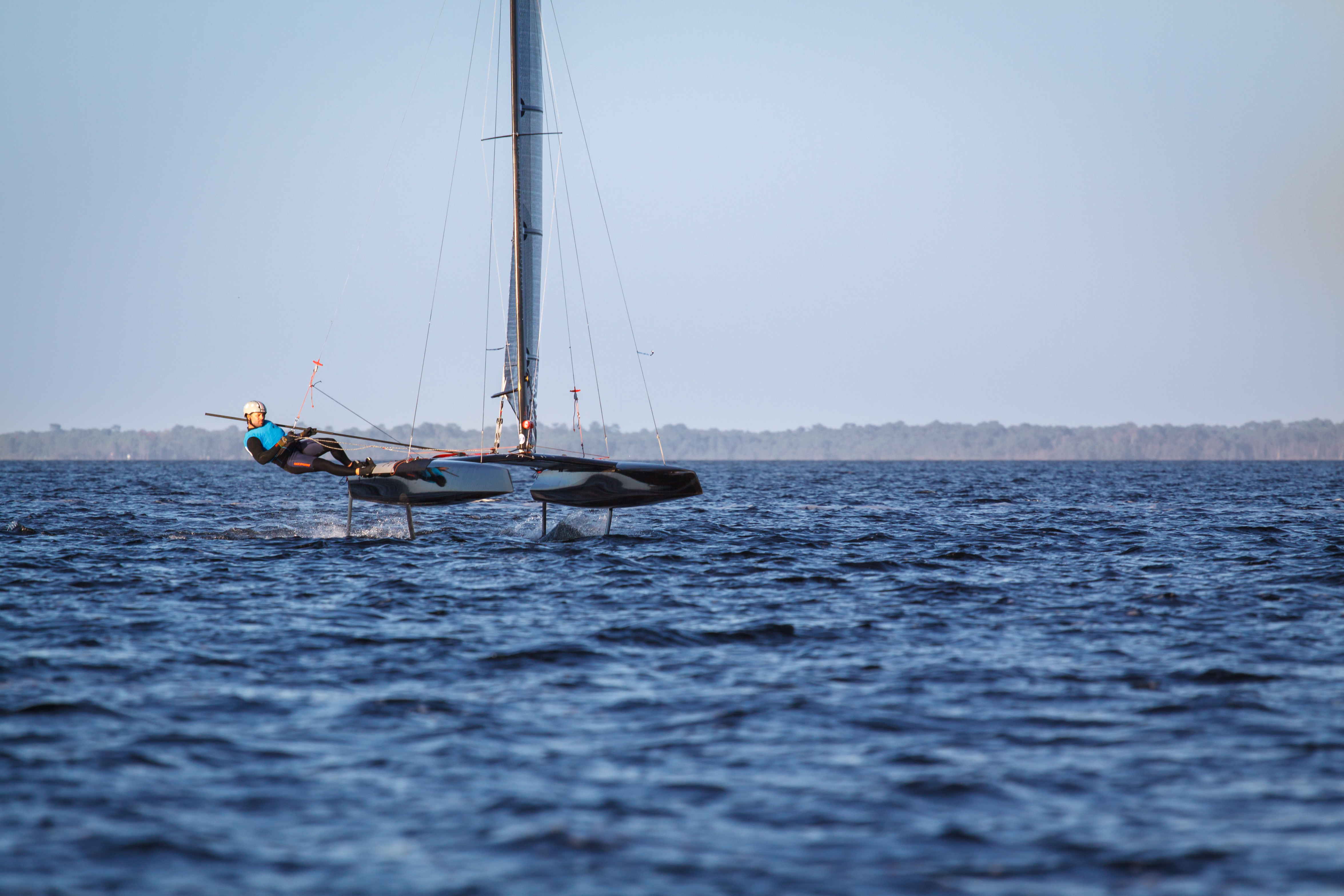
Emmanuel Dodé et son Class A Quetzal II en octobre 2018 à Maubuisson

## Palmarès
- 2018
  - Championnat du Monde de Class A à Hervey Bay (Australie) : 19e/68 participants (3e européen et 1er français)
  - Championnat d'Europe de Class A à Warnemünde (Allemagne) : 8e/95 participants (1er français)
  - Championnat de France de Class A à Maubuisson (Gironde) : 2e/56 participants
- 2017
  - Championnat du Monde de Class A à Sopot (Pologne) : 22e/125 participants (1er français)
  - Championnat de France de Class A à Maubuisson (Gironde) : 1re/32 participants
- 2016
  - Championnat du Monde de Class A à Medemblick (Pays-Bas) : 15e/118 participants (1er français)
  - Championnat de France de Class A à Quiberon (Morbihan) : 3e/34 participants
- 2015
  - Championnat du Monde de Class A à Punta Ala (Italie) : 39e/157 participants (2e français)
- 2012
  - Championnat du Monde de Dart 18 à Punta Ala (Italie) : 8e avec Estelle Greck
- 2011
  - Championnat du Monde de Dart 18 : 4e avec Fred Moreau
- 2010
  - Championnat du Monde de Dart 18 : 2e avec Fred Moreau
- 2009
  - Championnat du Monde de Dart 18 : 1er avec Fred Moreau
- 2008
  - Championnat du Monde de Dart 18 : 1er avec Billy Besson
- 2007
  - Championnat du Monde de Dart 18 : 4er avec Billy Besson
- 2006
  - Championnat d'Europe de Dart 18 : 1er avec Billy Besson